# Поцхови (река)
Поцхови (Посхови, Посхофчай, Посхов-чай, Пософчай, груз. ფოცხოვი, тур. Posof Çayı, Поцхови-Цкали, Поцховис-Цкали, ფოცხოვისწყალი) — река в Турции и Грузии, левый приток реки Кура. Длина 64 километра, из которых 35 километров находятся в Грузии. Площадь бассейна 1840 квадратных километров, из которых 1331 квадратных километров находятся в Грузии. Берёт начало в Турции с северо-восточных склонов горы Арсиян (3165 м) на южном склоне Арсиянского хребта на высоте 2720 метров над уровнем моря, в иле Ардахан, на границе с илом Артвин. Течёт на северо-восток по глубокой котловине, примыкающей южной окраиной к Карсскому плоскогорью, наполненной массой отрогов, отходящих к востоку от Арсиянского хребта, и изрезанной ущельями и долинами, по которым протекают горные речки. Удобный выход из котловины существует только по ущелью Поцхови. Составляя главную водную артерию Посховской котловины, выходит из ила Ардахан, по реке проходит участок грузино-турецкой границы, входит в Ахалцихский муниципалитет и, соединившись с левым притоком Кваблиани (Коблианичай), вливается слева в Куру, несколько восточнее Ахалцихе на высоте 937 метров над уровнем моря. Поцхови орошает Ахалцихскую или Самцхейскую котловину, которая на востоке примыкает к западным оконечностям Триалетского хребта, на юге — к северным склонам Эрушетского хребта. Низовья рек Поцхови и Кваблиани составляют дно Ахалцихской межгорной котловины. По течению Поцхови и Кваблиани Ахалцихская котловина снижается террасами с севера и юга. Сравнительно разнообразная лесная растительность, покрывающая местами Посховскую котловину, и довольно мягкий климат её составляют отличительные черты этой окраины ила Ардахан, которая по своей природе относится скорее к Ахалцихскому муниципалитету, чем к илу Ардахан. Леса в иле Ардахан сосредоточены по притокам Поцхови. В глубокой долине Поцхови климат теплее, чем в окружающей местности, и есть хорошие фруктовые сады. Альпийские луга, расположенные выше 2000 метров над уровнем моря используются как пастбища и травокосные угодья. Ниже альпийских лугов — смешанные леса, ещё ниже — сельскохозяйственные земли. Паводки наблюдаются в середине и конце марта, достигают максимума в апреле, иногда — в мае. Среднее повышение уровня воды 0,8—1,2 метра.

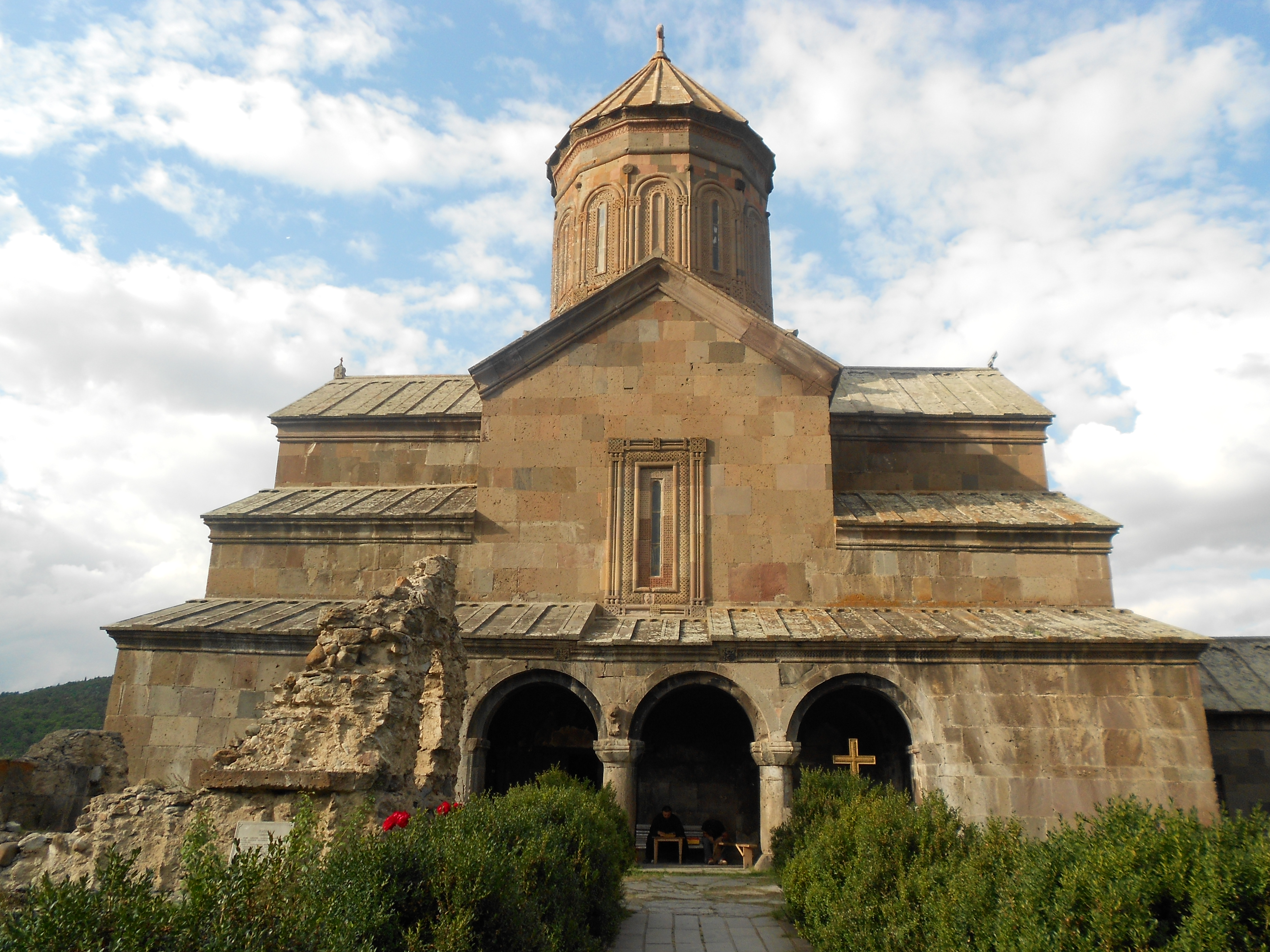
Кафоликон монастыря Зарзма. XI—XIV вв.

В 10 километрах выше по течению устья, в Схвилиси находится контрольно-измерительная станция. Среднегодовой расход воды 21,3 м³/с.
Древние террасы рек Поцхови, Кваблиани и Куры сложены валунно-галечниковыми и покрывающими их лёссовидными отложениями и местами ясно выражены в полосе предгорий.

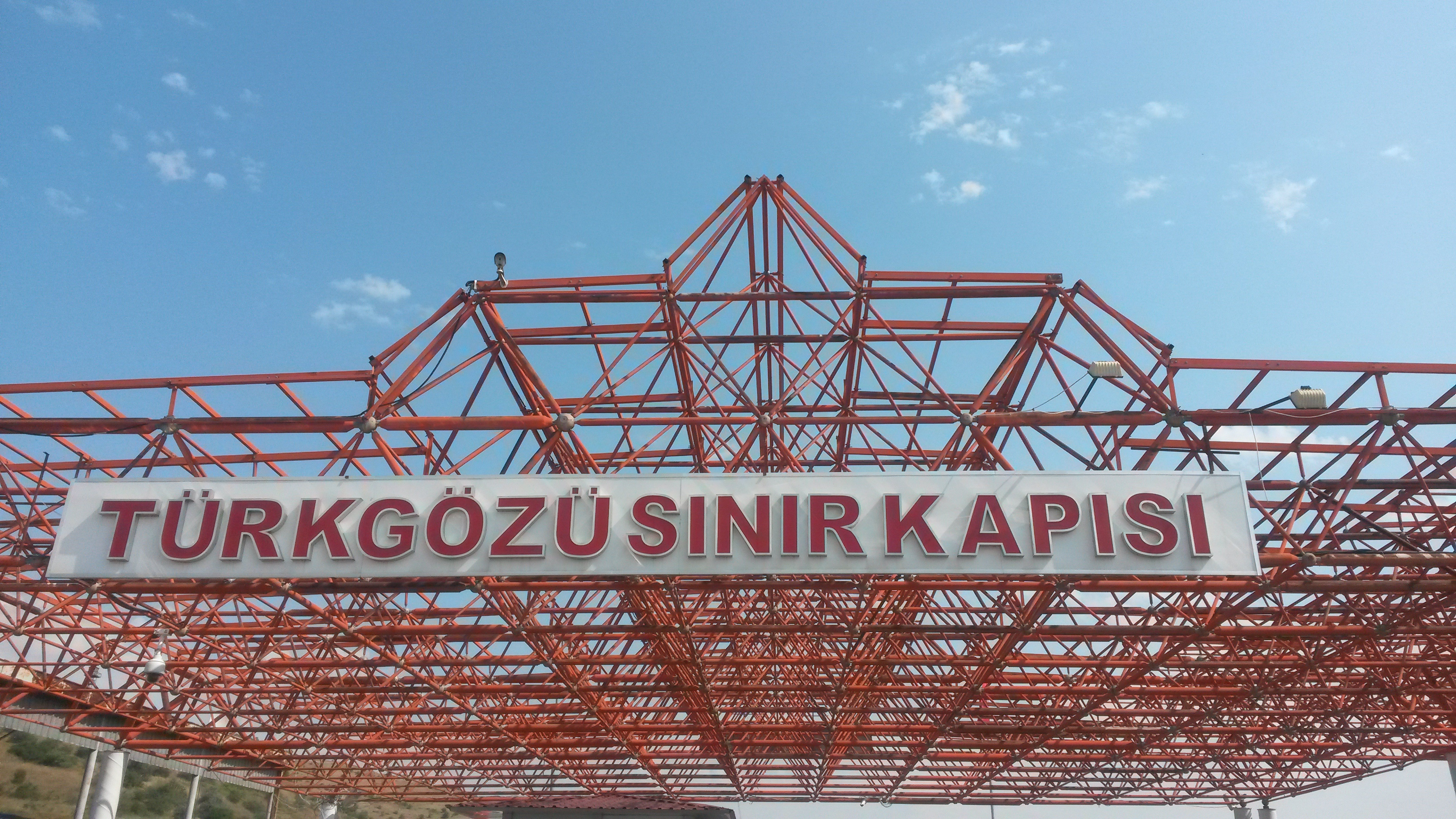
Пункт пропуска через государственную границу «Тюркгёзю»

На правом берегу реки Поцхови стоит город Вале. Между грузинским Вале и турецким Тюркгёзю находится пункт пропуска через государственную границу «Тюркгёзю».
Из долины Поцхови через перевал Годердзи дорога ведёт в долину Аджарисцкали к Батуми. На дороге, в 8 километрах к западу от Адигени в селе Зарзма расположен мужской монастырь Зарзма.